# Цитарабин
Цитарабин — цитостатический препарат из группы антиметаболитов-аналогов цитидина.

## Фармакологическое действие
Предполагается, что препарат действует посредством ингибирования ДНК-полимеразы. Кроме того, по-видимому, ограниченно включается в ДНК и РНК.

## Фармакокинетика
При быстром в/в введении цитарабин лишь в умеренных количествах проникает через ГЭБ, однако после непрерывной в/в инфузии концентрация в спинномозговой жидкости достигает 40-50 % стационарной концентрации в плазме. Связывание с белками составляет 15 %. Быстро метаболизируется путём дезаминирования в крови и тканях, особенно в печени, и в минимальных количествах в спинномозговой жидкости.
T1/2 характеризуется индивидуальными различиями. Выводится почками, менее 10 % в неизмененном виде.

## Показания
Острые миелоидные лейкозы, бластный криз хронического миелолейкоза, лимфогранулематоз, эритромиелоз, нейролейкемия, неходжкинские лимфомы. В составе комбинированной химиотерапии острых лимфоидных лейкозов.

## Режим дозирования
Устанавливают индивидуально, в зависимости от показаний и стадии заболевания, состояния системы кроветворения, схемы противоопухолевой терапии.

## Побочное действие
Со стороны системы кроветворения: тромбоцитопения, анемия, лейкопения.
Со стороны пищеварительной системы: тошнота, рвота, стоматит, анорексия; редко — нарушение функции печени, эзофагит, диарея, желудочно-кишечное кровотечение.
Со стороны ЦНС и периферической нервной системы: парестезии, необычная усталость, спутанность сознания, потеря памяти, судороги, тремор, дизартрия.
Со стороны дыхательной системы: отек легких, диффузный интерстициальный пневмонит.
Со стороны половой системы: аменорея, азооспермия.
Прочие: цитарабиновый синдром, включающий боли в костях или мышцах, боли в грудной клетке, повышенную температуру, общую слабость, лихорадку, кожную сыпь (возникает через 6-12 ч после введения); конъюнктивит.

## Противопоказания
Миелодепрессия, беременность, повышенная чувствительность к цитарабину.

## Беременность и лактация
Цитарабин противопоказан при беременности. При необходимости применения в период лактации следует прекратить грудное вскармливание.
Женщины детородного возраста должны использовать надежные методы контрацепции в период лечения цитарабином.
В экспериментальных исследованиях установлено тератогенное и эмбриотоксическое действие цитарабина.

## Особые указания
Не рекомендуют применять цитарабин у пациентов с ветряной оспой (в том числе недавно перенесенной или после контакта с заболевшими), с опоясывающим герпесом или другими острыми инфекционными заболеваниями.
С осторожностью применяют цитарабин у пациентов с угнетением системы кроветворения, нарушениями функции почек и/или печени, с инфильтрацией костного мозга опухолевыми клетками, а также у больных, получавших ранее цитотоксические лекарственные средства или лучевую терапию.
Во время терапии цитарабином следует контролировать картину периферической крови, функцию печени и почек, уровень мочевой кислоты в плазме крови.
Через 24 ч после введения число лейкоцитов снижается, на 7-9-й день достигает минимальных значений, затем кратковременно повышается до 12-го дня, после чего вновь снижается более значительно с минимумом на 15-24-й день. В последующие 10 дней число лейкоцитов быстро возрастает до исходного уровня. Число тромбоцитов значительно снижается на 5-й день после введения цитарабина, самый низкий уровень достигается на 12-15-й день, в течение последующих 10 дней достигая исходного уровня.
Введение ГКС позволяет предотвратить или уменьшить проявления цитарабинового синдрома.
В период лечения, особенно при наличии большого количества бластных клеток или при большой массе опухоли (лимфомы), необходимо проводить обязательную медикаментозную профилактику гиперурикемии и обеспечить прием аллопуринола и достаточного количества жидкости.
В экспериментальных исследованиях установлено мутагенное действие цитарабина.
Цитарабин в форме порошка для инъекций и раствора для инъекций включен в Перечень ЖНВЛС.

## Лекарственное взаимодействие
При одновременном применении цитарабина с другими препаратами, вызывающими миелодепрессию, возможно аддитивное угнетение функции костного мозга; с урикозурическими противоподагрическими средствами — возможно повышение риска развития нефропатии; с иммунодепрессантами — возможно повышение риска развития инфекции.
При применении цитарабина после предшествующей терапии аспарагиназой возможно развитие острого панкреатита.
При одновременном применении с даунорубицином возможно нарушение функции печени; с метотрексатом — взаимное усиление цитотоксического действия; с флуцитозином — возможно уменьшение противогрибкового действия флуцитозина; с циклофосфамидом — повышение вероятности развития тяжелой кардиомиопатии.